# رابین گاتری
رابین گاتری (انگلیسی: Robin Guthrie؛ زادهٔ ۴ ژانویهٔ ۱۹۶۲) موسیقی‌دان، ترانه‌سرا، مهندس صدا و تهیه‌کننده موسیقی اهل اسکاتلند است. او از سال ۱۹۷۹ میلادی تاکنون مشغول فعالیت بوده و بیشتر به‌عنوان یکی از بنیانگذاران گروه کوکتو تویینز شناخته می‌شود.